# Nebo (Australia)
Nebo – miasto w Australii, w stanie Queensland.